# Neotoma floridana
Neotoma floridana là một loài động vật có vú trong họ Cricetidae, bộ Gặm nhấm. Loài này được Ord mô tả năm 1818.

## Hình ảnh

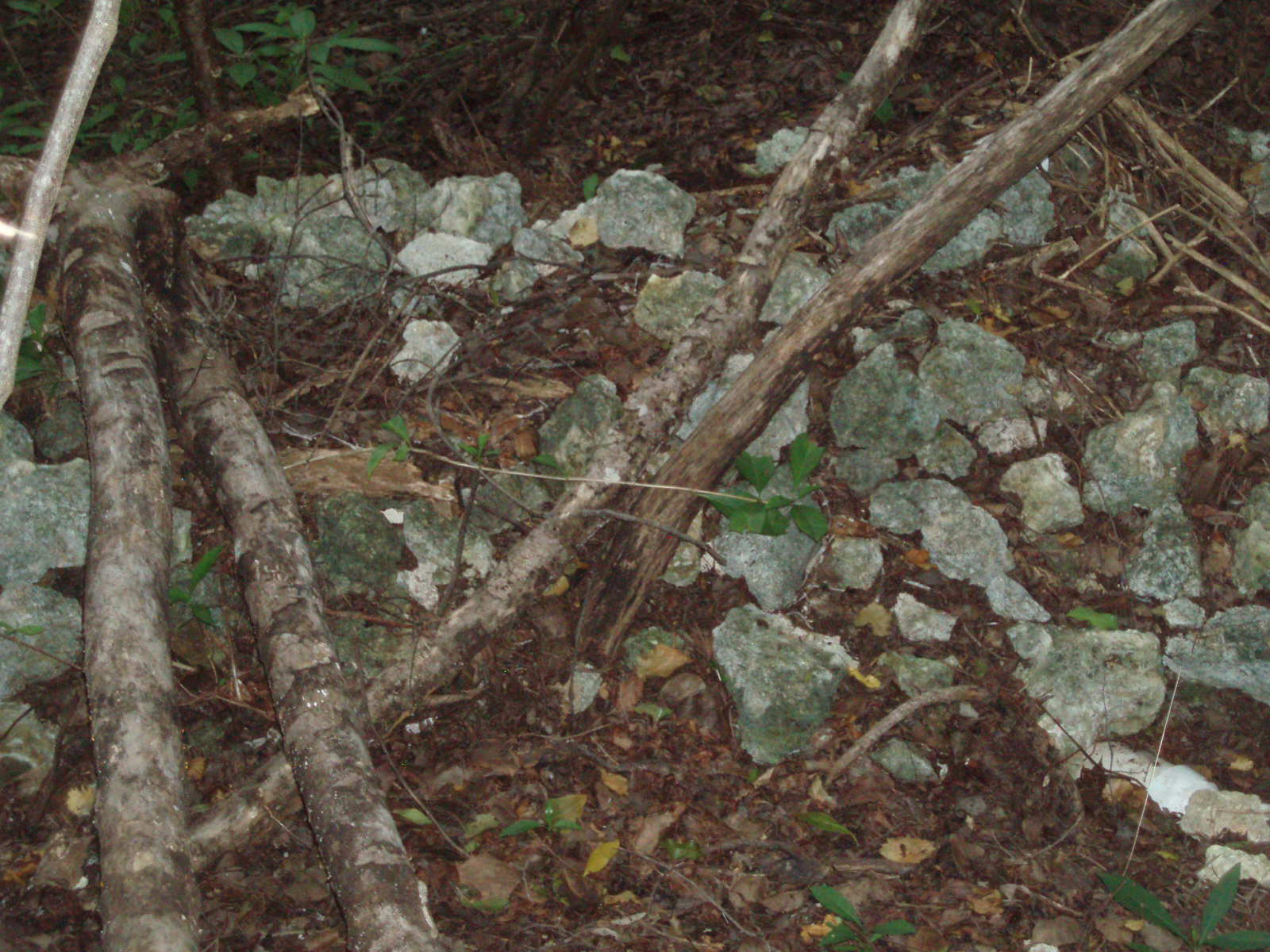
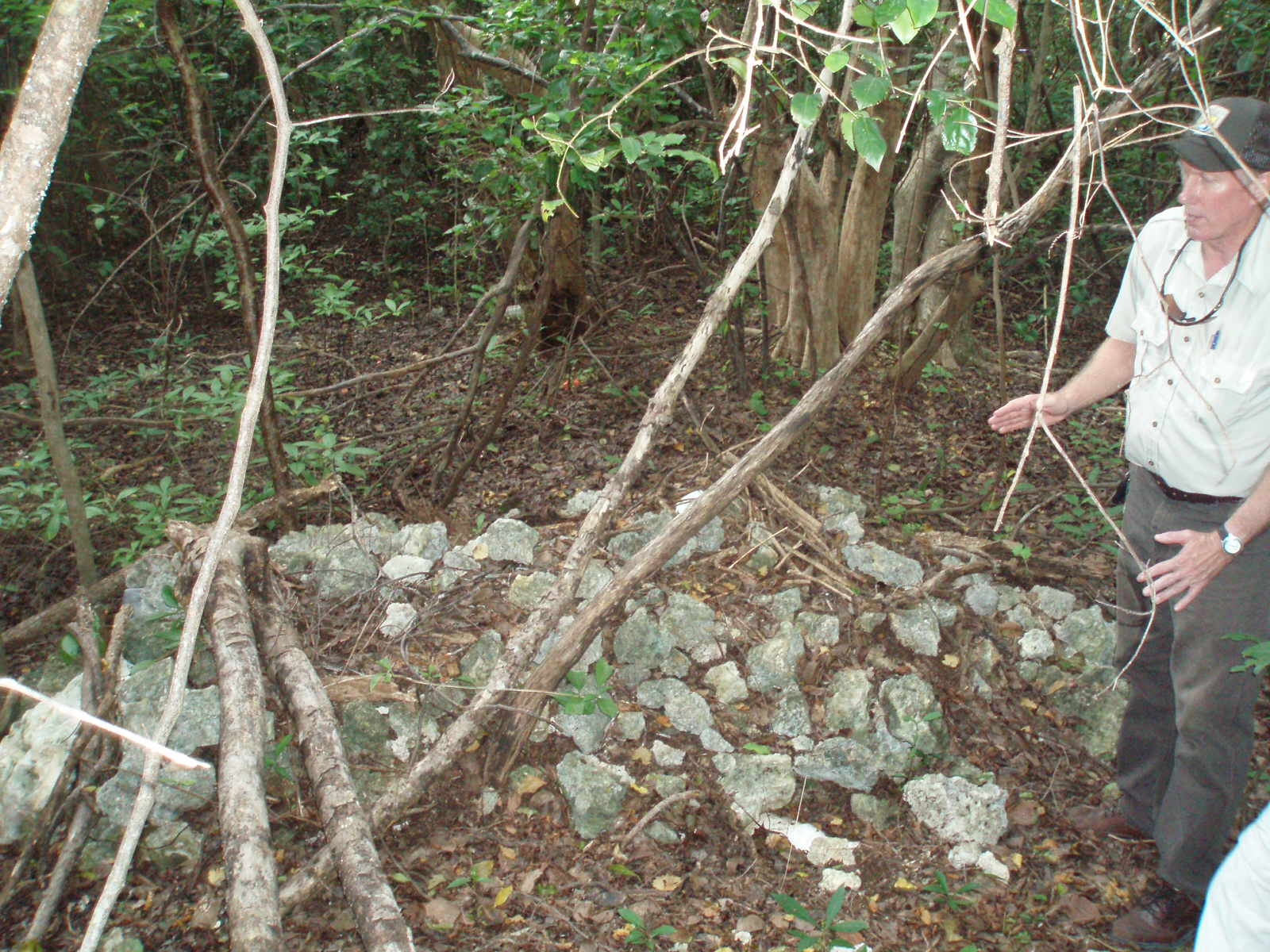